# Station Erpe-Mere
Station Erpe-Mere is een spoorwegstation langs spoorlijn 82 (Aalst - Burst - Zottegem) op de grens tussen Erpe en Mere, beiden deelgemeenten van Erpe-Mere. Het is nu een stopplaats.
De naam van het station is een samentrekking van de nabijgelegen plaatsen Erpe en Mere, waar het qua locatie ruwweg tussenin gelegen is. Het draagt die dubbelnaam al decennia vóór het ontstaan van de fusiegemeente "Erpe-Mere" in 1977 (het station is dus niet naar de gemeente Erpe-Mere vernoemd).
Erpe-Mere is naar reizigersaantallen gekeken het drukste station langs de spoorlijn Aalst-Burst, het is tevens het enige station langs de lijn dat ooit een stationsgebouw kende (zie ook de aanwezigheid van een telegrafische code: "FRPM"). Het betrof een door de staat voorgeschreven standaardstation van het Type 1873 (tweede variant; R4) daterend uit 1876. Het bestond uit een hoog, twee verdieping tellend middengedeelte geflankeerd door twee lagere vleugels waarvan de rechtervleugel vanop de straatkant gezien vier traveeën telde. Zowel het hogere gedeelte als de rechtervleugel zaten onder het zadeldak, de linkervleugel had een plat dak. Op het gelijkvloerse waren er in het gebouw oorspronkelijk alleen maar deuren waarvan enkele later, uit praktische overwegingen, tot venster omgevormd zijn. De benedenverdieping van het middengedeelte werd voor 1/3e als privéruimte voor de stationschef aangewend, de rest diende als wachtzaal. Op de bovenverdieping bevond zich de woonruimte van de chef en zijn gezin. Het loket en de bureau werden in de zijvleugels ondergebracht. In de tweede helft van de 20e eeuw werd het stationsgebouw gesloopt.
De stopplaats telt één onverhard perron welke uitgerust is met een tweetal Isobelec-wachthuisjes. Ernaast bevindt zich de parking en de fietsenstalling.

## Galerij

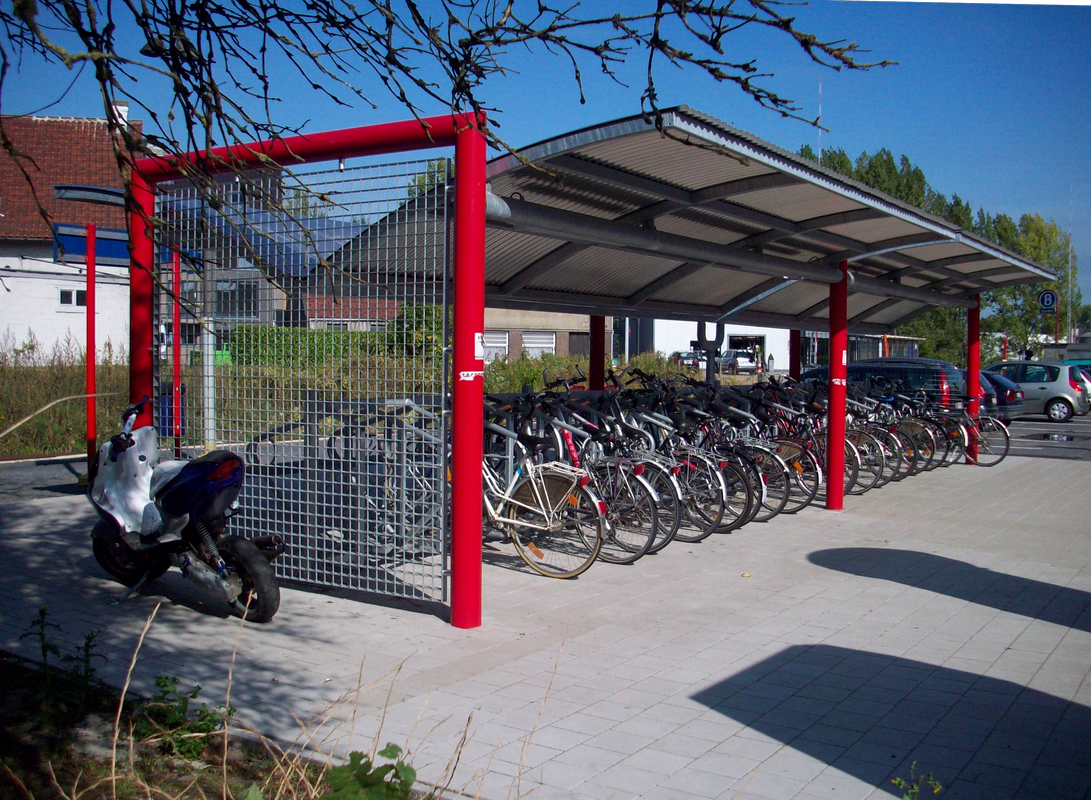
Fietsenstalling
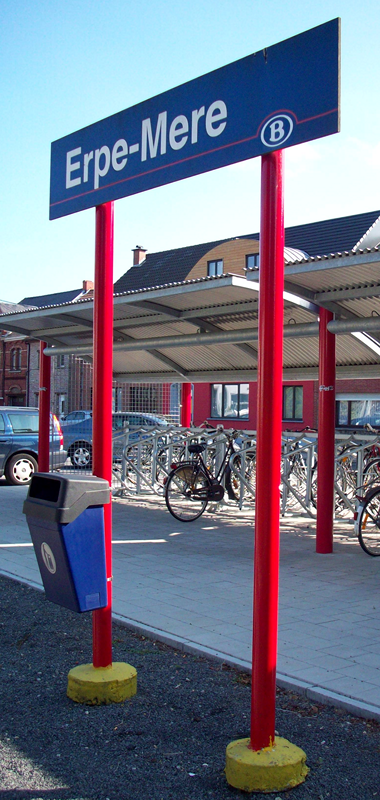
Naambord station Erpe-Mere
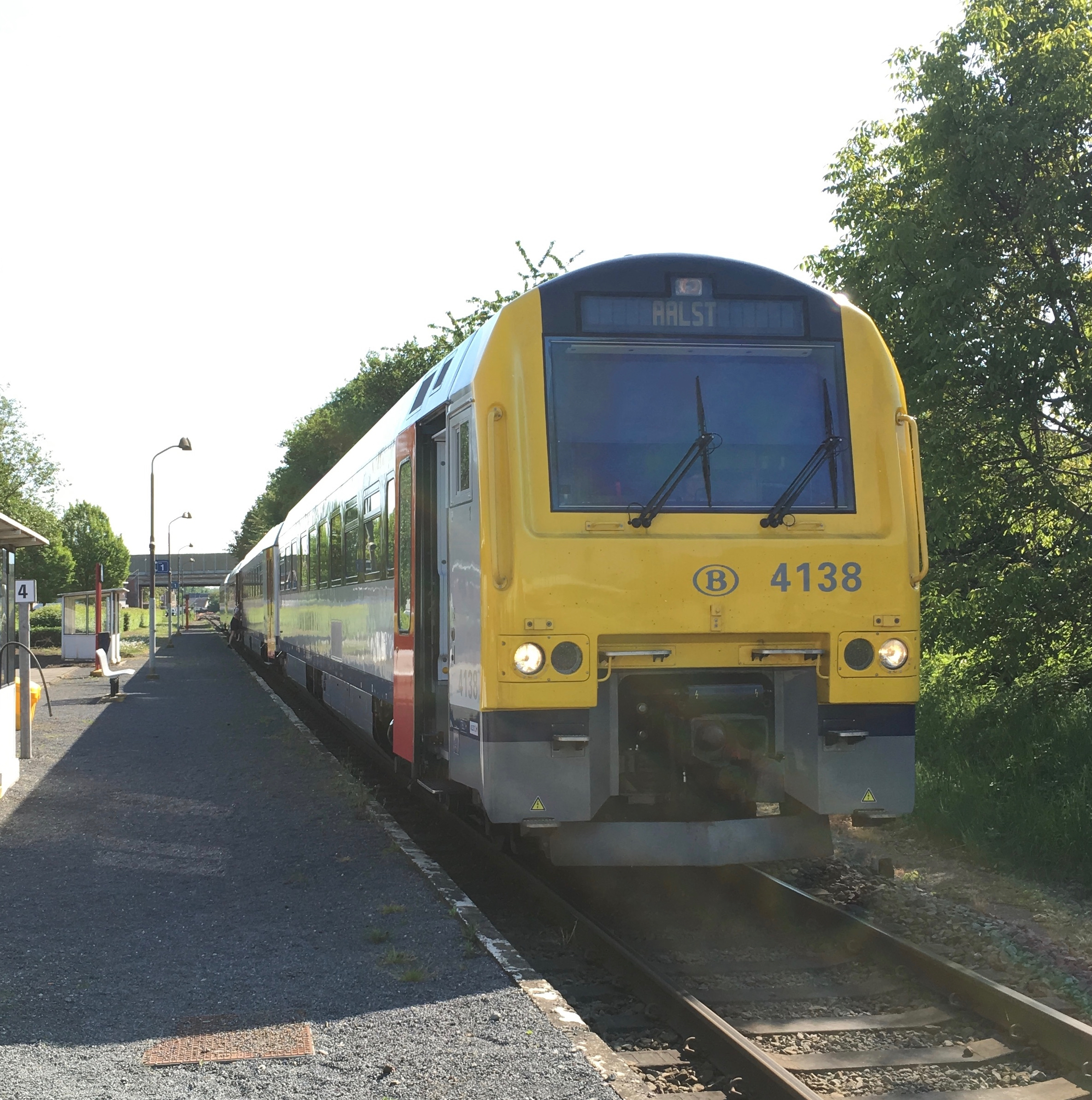
Trein naar Aalst in Erpe-Mere

## Treindienst
| Serie       | Treinsoort          | Route                     | Bijzonderheden |
| ----------- | ------------------- | ------------------------- | --- |
| P 7980/8980 | Piekuurtrein (NMBS) | Aalst – Erpe-Mere – Burst | Rijdt alleen op werkdagen. Veertien treinen per dag (zeven in elke richting). Rijdt niet tijdens de maanden juli en augustus. |

## Reizigerstellingen
De grafiek en tabel geven het gemiddeld aantal instappende reizigers weer op een week-, zater- en zondag.
| Tabel: aantal instappende reizigers station Erpe-Mere | Tabel: aantal instappende reizigers station Erpe-Mere | Tabel: aantal instappende reizigers station Erpe-Mere | Tabel: aantal instappende reizigers station Erpe-Mere |
|                                                       | Weekdag                                               | Zaterdag                                              | Zondag                                                |
| ----------------------------------------------------- | ----------------------------------------------------- | ----------------------------------------------------- | ----------------------------------------------------- |
| 1977                                                  | 153                                                   | 16                                                    | -                                                     |
| 1978                                                  | 169                                                   | 2                                                     | -                                                     |
| 1979                                                  | 155                                                   | 3                                                     | -                                                     |
| 1980                                                  | 151                                                   | 4                                                     | -                                                     |
| 1981                                                  | 208                                                   | 11                                                    | -                                                     |
| 1982                                                  | 165                                                   | -                                                     | -                                                     |
| 1983                                                  | 128                                                   | -                                                     | -                                                     |
| 1984                                                  | 112                                                   | -                                                     | -                                                     |
| 1985                                                  | 103                                                   | -                                                     | -                                                     |
| 1986                                                  | 99                                                    | -                                                     | -                                                     |
| 1987                                                  | 89                                                    | -                                                     | -                                                     |
| 1988                                                  | 82                                                    | -                                                     | -                                                     |
| 1989                                                  | 117                                                   | -                                                     | -                                                     |
| 1990                                                  | 112                                                   | -                                                     | -                                                     |
| 1991                                                  | 98                                                    | -                                                     | -                                                     |
| 1992                                                  | 100                                                   | -                                                     | -                                                     |
| 1993                                                  | 71                                                    | -                                                     | -                                                     |
| 1994                                                  | 81                                                    | -                                                     | -                                                     |
| 1995                                                  | 73                                                    | -                                                     | -                                                     |
| 1996                                                  | 79                                                    | -                                                     | -                                                     |
| 1997                                                  | 81                                                    | -                                                     | -                                                     |
| 1998                                                  | 70                                                    | -                                                     | -                                                     |
| 1999                                                  | 55                                                    | -                                                     | -                                                     |
| 2000                                                  | 67                                                    | -                                                     | -                                                     |
| 2001                                                  | 58                                                    | -                                                     | -                                                     |
| 2002                                                  | 99                                                    | -                                                     | -                                                     |
| 2003                                                  | 104                                                   | -                                                     | -                                                     |
| 2004                                                  | 89                                                    | -                                                     | -                                                     |
| 2005                                                  | 84                                                    | -                                                     | -                                                     |
| 2006                                                  | 73                                                    | -                                                     | -                                                     |
| 2007                                                  | 74                                                    | -                                                     | -                                                     |
| 2008                                                  | -                                                     | -                                                     | -                                                     |
| 2009                                                  | 79                                                    | -                                                     | -                                                     |
| 2010                                                  | -                                                     | -                                                     | -                                                     |
| 2011                                                  | -                                                     | -                                                     | -                                                     |
| 2012                                                  | 84                                                    | -                                                     | -                                                     |
| 2013                                                  | 59                                                    | -                                                     | -                                                     |
| 2014                                                  | 68                                                    | -                                                     | -                                                     |
| 2015                                                  | 66                                                    | -                                                     | -                                                     |
| 2016                                                  | 69                                                    | -                                                     | -                                                     |
| 2017                                                  | 69                                                    | -                                                     | -                                                     |
| 2018                                                  | 50                                                    | -                                                     | -                                                     |
| 2019                                                  | 59                                                    | -                                                     | -                                                     |
| 2020                                                  | 41                                                    | -                                                     | -                                                     |
| 2021                                                  | -                                                     | -                                                     | -                                                     |
| 2022                                                  | 52                                                    | -                                                     | -                                                     |
| 2023                                                  | 48                                                    | -                                                     | -                                                     |
| 2024                                                  | 49                                                    | -                                                     | -                                                     |

0,0: Aalst ·
2,1: Aalst-Kerrebroek ·
4,2: Vijfhuizen ·
6,5: Erpe-Mere ·
9,0: Bambrugge ·
10,0/11,2: Burst ·
13,0: Terhagen ·
14,3: Herzele ·
16,0: Hillegem ·
17,6: Leeuwergem ·
20,2: Zottegem ·
2,3: Rozebeke ·
3,6: Michelbeke ·
7,7: Nederbrakel ·
10,7: Opbrakel ·
12,7: Vloesberg-Bos ·
15,6: Queneau ·
16,3: Rigoudrie ·
17,9: Elzele ·
23,0: Marijve ·
24,0: Ronse